# Martin van Drunen

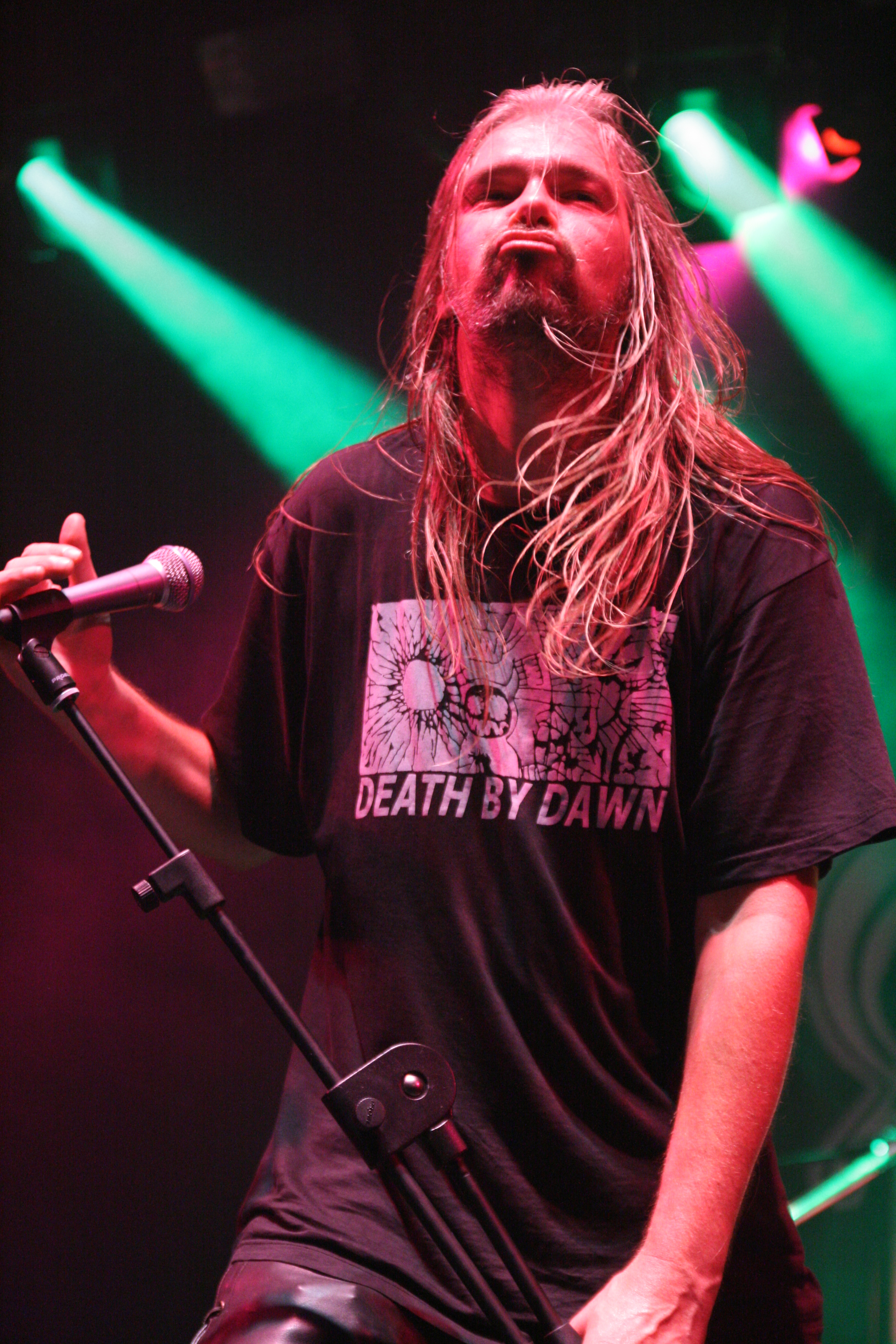

Martin van Drunen, född 1966 i Uden, är en nederländsk death metalsångare som startade sin karriär i bandet Pestilence i vilket han också spelade bas. Drunen spelade in två album tillsammans med bandet. Han lämnade senare Pestilence för bandet Asphyx som sångare där han också var med på två album. Han har också gästsjungit i bandet Comecon och startat det egna bandet Submission. 1995 ersatte han Karl Willetts i Bolt Thrower och var med på två turner men var inte med på att spela in något album. Drunen lämnade Bolt Thrower 1997 på grund av att han led av sjukdomen alopecia areata. Efter att ha återhämtat sig startade han senare Death By Dawn. Han gjorde gästframträdanden i samtliga låtar på The Project Hate MCMXCIX:s skiva The Lustrate Process.